# Cize, Ain
Cize är en kommun i departementet Ain i regionen Auvergne-Rhône-Alpes i östra Frankrike. Kommunen ligger  i kantonen Ceyzériat som ligger i arrondissementet Bourg-en-Bresse. Kommunens areal är 4,52 km². År 2022 hade Cize 175 invånare.

## Befolkningsutveckling
Antalet invånare i kommunen Cize
Referens: INSEE